# 蘇聯陸軍
蘇聯陸軍（romanized: Sovetskaya Armiya，縮寫為 ），又稱蘇維埃陸軍，是苏联武装力量的地面部隊，建立於1946年2月，延續到1991年12月25日蘇聯解體。但在1991年之後，在俄羅斯聯邦控制下，這隻陸軍仍然持續運作，直到1993年12月25日，方才正式被改名為俄罗斯陆军。在1946年2月25日前，它的名稱叫蘇聯紅軍，始建於1918年1月。

## 歷史

### 第二次世界大戰戰後時期
1945年第二次世界大戰結束後，蘇聯重新組織其軍隊。1946年2月25日，蘇聯紅軍與蘇聯海軍合组成蘇聯武裝力量，蘇聯紅軍改稱蘇維埃陸軍。6月，由格奥尔基·康斯坦丁诺维奇·朱可夫出任首位蘇維埃陸軍總司令。

### 蘇聯解體
1991年12月25日，苏联解体，苏联陆军的装备由独立的15个原苏联加盟共和国继承，大部分苏军装备被俄罗斯军队继承。

## 歷任總司令
- 格奥尔基·康斯坦丁诺维奇·朱可夫苏联元帅（1946年3月-6月）
- 伊萬·斯捷潘諾維奇·科涅夫苏联元帅（1946年6月-1950年3月，1955年3月-1956年3月）
- 罗季翁·雅科夫列维奇·马利诺夫斯基苏联元帅（1956年3月-1957年11月）
- 安德烈·安东诺维奇·格列奇科苏联元帅（1957年11月-1960年4月）
- 瓦西里·伊万诺维奇·崔可夫苏联元帅（1960年4月-1964年6月）
- 伊万·格里戈里耶维奇·巴甫洛夫斯基大将（1967年11月-1980年12月）
- 瓦西里·伊万诺维奇·彼得罗夫大将/苏联元帅（1980年12月-1985年）
- 叶甫根尼·菲利波维奇·伊万诺夫斯基（俄语：Ивановский, Евгений Филиппович）大将（1985-1989年）
- 瓦连京·伊万诺维奇·瓦连尼科夫大将（1989年-1991年8月23日）
- 弗拉基米爾·馬戈梅多維奇·謝苗諾夫（俄语：Семёнов, Владимир Магомедович）大将 （1991年8月23日-1993年12月25日）

## 裝備

### 輕武器

#### 手槍
- 納甘M1895（1946—1952）
- TT-33（1946—1952）
- PM（1951—1991）
- APS（1951—1991）

#### 衝鋒槍
- PPSh-41（1946—1951）
- PPS-42／PPS-43（1946—1951）

#### 制式步槍
- 莫辛-納甘（1946—1950年代）
- SKS（1945—1991）
- AK（1949—1974）
- AKS（1949—1974）
- AKM（1959—1991）
- AKMS（1959—1991）
- AK-74（1974—1991）
- AKS-74（1974—1991）
- AKS-74U（1979—1991）
- AS Val（1987—1991）

#### 狙擊步槍
- M1891/30 PU（1946—1963）
- SVD（1963—1991）
- VSS Vintorez（1987—1991）

#### 機槍
- DP-27（1946—1950年代）
- RPD（1943—1960年代）
- RP-46（1946—1960年代）
- RPK（1961—1991）
- RPK-74（1974—1991）
- PK／PKM（1967—1991）
- DShK／DShKM（1946—1991）
- NSV（1971—1991）

#### 榴彈發射器
- GP-25（1972—1991）
- AGS-17（1967—1991）

#### 反裝甲武器
- RPG-2（1949—1960年代）
- RPG-7（1961—1991）
- RPG-16（1970—1991）
- RPG-18（1972—1991）
- RPG-22（1985—1991）
- RPG-26（1985—1991）
- RPG-27（1989—1991）
- RPG-29（1989—1991）
- RPO-A（1972—1991）

#### 手榴彈
- F-1（1946—1991）
- RGD-5（1959—1991）